# Amarelinho-da-amazônia
Tiraninho-de-pontas-pálidas ou amarelinho-da-amazónia (Inezia caudata) é uma espécie de ave da família Tyrannidae.
Pode ser encontrada nos seguintes países: Brasil, Colômbia, Guiana Francesa, Guiana, Suriname e Venezuela.
Os seus habitats naturais são: florestas secas tropicais ou subtropicais , florestas subtropicais ou tropicais húmidas de baixa altitude, florestas de mangal tropicais ou subtropicais e florestas secundárias altamente degradadas.
Se alimentam de Insetos.

### Características físicas[4]

#### Tamanho e peso
- Mede 12 centímetros de comprimento;
- Pesa entre 7 e 8 gramas.

#### Marcas
- Olhos amarelo pálido.
- Testa verde acinzentada.
- Asas escuras com duas barras claras distintas.
- Coroa, dorso, garupa e parte superior da cauda verde-oliva.

### Reprodução
É uma ave monogâmica, os casais se formam através de um ritual de acasalamento com cantos e danças.
O ninho é normalmente construído em árvores de altura mediana (2 a 5 metros) em forma de xícara utilizando galhos, folhas e outros materiais vegetais.
A fêmea põe de 2 a 3 ovos que são brancos com manchas marrons e a incubação dura cerca de 14 dias.
Os filhotes nascem altriciais, o que significa que são cegos e indefesos, tendo que ser alimentados pelos pais, e deixando o ninho após cerca de 18 dias.